# Brian (Sagengestalt)

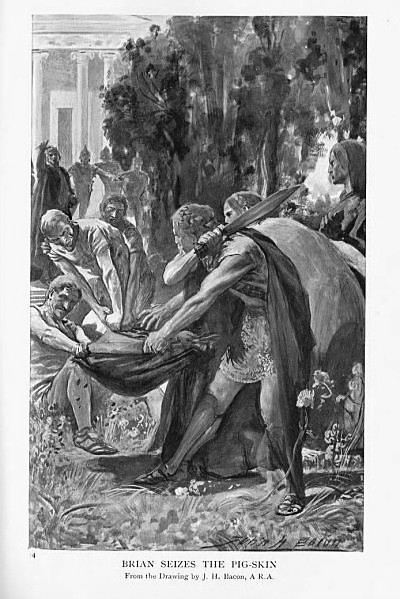
Brians Streit um ein Schweinefell

Brian ist eine Figur aus der keltischen Mythologie Irlands.

## Mythologie
Brian wird im Lebor Gabala Eirenn („Das Buch der Landnahmen Irlands“) als Sohn des Tuirenn und der Danu bezeichnet, aber auch als Sohn des Delbaeth und der Ernmas. In der Remscéla (Vorgeschichte) Aided Chlainne Tuirenn („Der Tod der Kinder Tuirenns“) zur Zweiten Schlacht von Mag Tuired ermorden er und seine beiden Brüder Iuchar und Iucharba während eines Jagdausfluges den Druiden Cian, den Angehörigen einer verfehdeten Familie. Die Erde jedoch weigert sich, den Leichnam aufzunehmen und nennt Cians Sohn Lugh die Namen seiner Mörder, als er seinen Vater sucht.
Lugh verlangt nun ein Wergeld (lóg n-enech), das sich aus einigen der mächtigsten magischen Artefakte der Welt zusammensetzt. Die drei Brüder schaffen es und können das Geforderte erringen, sterben jedoch an den schweren Verletzungen, die sie dabei erlitten haben. Vor Trauer stirbt ihr Vater kurz darauf ebenfalls, doch die Tuatha de Danaan können mit diesen magischen Gegenständen die Fomori besiegen.
Im Mittelalter wurde Brian mit den wahrscheinlich historischen Gestalten Brennus (4. Jahrhundert v. Chr.) und Brennus (3. Jahrhundert v. Chr.) in Verbindung gebracht, zwei keltischen Häuptlingen, die die Plünderung Roms um 387 v. Chr. bzw. die Plünderung des Orakels von Delphi um 279 v. Chr. anführten.